# The Eye (episodio de Falling Skies)
The Eye es el segundo episodio de la cuarta temporada y trigésimo segundo episodio a lo largo de la serie de drama y ciencia ficción de TNT Falling Skies. Fue escrito por Carol Barbee y dirigido por Sergio Mimica-Gezzan. Fue estrenado el 29 de junio de 2014 en Estados Unidos y el 30 de junio de 2014 en Latinoamérica.
Tom se enfrenta a una difícil decisión después de que los Espheni le revelaran su nuevo plan. Mientras tanto, Weaver y Pope intentan encontrar una manera de escapar de la prisión en la que los Espheni los han puesto. Matt lucha por mantener su cubierta de compromiso con el campamento Espheni. Por otra parte, Anne lidera una agotadora búsqueda por su hija mientras las preocupaciones de Ben sobre los crecientes poderes de Lexi aumentan después de descubrir un secreto que su hermana ha estado guardando.

## Argumento
Después de escuchar que una de sus compañeras va a graduarse y será enviada con su familia para divulgar el nuevo orden Espheni para intentar parar a los rebeldes, Matt y Mira programan una reunión secreta. Matt se da cuenta de que su fachada ha sido descubierta cuando encuentra una nota de su amigo, por lo que pide a Mira que se vaya. Poco después, Kent llega al dormitorio y le dice que tiene grandes planes para él.
Por otra parte, Anne lidera a su grupo con la esperanza de encontrar a Lexi, sin embargo, algunos de ellos ya ha sido diezmados por el cansancio y la deshidratación. En el camino, Anne encuentra a un Skitter y le dispara, dejándolo malherido y lo interroga sobre el paradero de su hija. Usando a Denny para hablar, el Skitter revela que los niños son llevados a un campo de reeducación para el nuevo orden, que será liderado por un híbrido. Anne le muestra una fotografía de Lexi al Skitter y le pregunta si es ella el híbrido del que está hablando. El Skitter se niega a responder y Anne lo apuñala hasta asesinarlo, lastimando también a Denny. Más tarde, cuando Denny se recupera, Anne le pregunta si pudo leer los pensamientos del Skitter y la chica le responde que lo único que pudo notar fue que una extraña oscuridad se fue apoderando de la mente del Skitter a tal punto de bloquear el lado oeste. Entonces Anne descubre que es en esa dirección en la que su hija se encuentra y es a donde ella y su equipo se dirigirán.
Mientras tanto en el gueto Espheni, después de que el Overlord del dirigible sobre la prisión enviara a un chico con arnés a informale a los presos que los suministros de comida serían cortados hasta que el Fantasma se entregara, Tom, Hal y Weaver idean un plan para poder derribar la cerca y escapar. Hal le cuenta a Tom que el plan original de sobrecargar la cerca ha cambiado ya que conoce a un hombre que ha podido escapar de otras prisiones. Hal lleva a Tom con Dingaan Botha, quien le dice que puede enseñarle cómo construir un traje de Faraday para lograr cortar la electricidad de la cerca. Mientras tanto, Weaver intenta robar los suministros que Pope ha almacenado pero son descubiertos por otros presos. Tom logra contactar con Cochise, quien le informa que los Espheni están construyendo una nueva torre de energía que les permitirá hacer un movimiento ofensivo. Más tarde, Tom decide revelarse como el vigilante y se entrega al Overlord, quien lo sube al dirigible para hablarle de los nuevos planes de los Espheni y darle la oportunidad de elegir estar de su lada por voluntad propia o por la fuerza, convertidos en seres sin libre albedrío. En su viaje al dirigible, Tom descubre la posible fuente de energía de la cerca.
Finalmente, en el barrio chino, Ben es contactado por el doctor Kadar, quien le cuenta su preocupación acerca del rápido crecimiento de Lexi. Kadar también le cuenta a Ben que estaba tratando a su hermana y controlando sus niveles hormonales pero Lourdes lo alejó, diciéndole a todo el mundo que le quería hacer daño y era un no creyente y desde entonces Lexi se ha negado a ser tratada por él. Ben logra convencer a Lexi de dejar que Kadar se acerque nuevamente a ella y le practique algunos análisis, a lo cual accede, pero cuando Lourdes se entera, Lexi siente que la paz se está rompiendo y tiene un ataque. Mientras Lexi se recupera de su reciente ataque, Maggie le confiesa a Ben que no cree nada de lo que Lourdes dice y se alegra de que él tampoco lo haga. Cuando Ben regresa a cuidar a su hermana, descubre que esta se ha ido y va a buscarla. Al encontrarla, Ben descubre que Lexi tiene contacto con uno de los Overlords.

## Elenco
| - Noah Wyle como Tom Mason. - Moon Bloodgood como Anne Glass. - Drew Roy como Hal Mason. - Connor Jessup como Ben Mason. - Maxim Knight como Matt Mason. - Colin Cunningham como John Pope. - Sarah Sanguin Carter como Maggie. - Mpho Koahu como Anthony. - Doug Jones como Cochise. - Seychelle Gabriel como Lourdes Delgado. - Scarlett Byrne como Lexi. - Will Patton como Daniel Weaver. | - Ryan Robbins como Tector Murphy. - Megan Danso como Denny. - Bryce Hogson como el chico con arnés. - Desiree Ross como Mira. - Dakota Daulby como Kent. - Treva Etienne como Dingaan Botha. - Robert Sean Leonard como Roger Kadar. |

## Continuidad
- Roger Kadar fue visto anteriormente en Brazil.
- Tom y Weaver son liberados de su aislamiento.

- Tom se reencuentra con Hal en este episodio.

- El Overlord del dirigible le revela a Tom que están planeando esclavizar a los adultos humanos.
- Kadar le dice a Ben que es posible que Lexi esté muriendo debido a su rápido crecimiento.
- Tom descubre que los Skitter rebeldes fueron capturados y convertidos en Avispones.
- Ben descubre que Lexi mantiene contacto los Espheni.

## Recepción

### Recepción de la crítica
Chris Carabott de IGN calificó al episodio como bueno y le otorgó una puntuación de 7.5 sobre 10, comentando: "En general, The Eye se sintió mucho como el estreno de la semana pasada. Hay un montón de nuevas ideas brincando alrededor, aún más para el final del episodio dos, pero nada realmente se ha asentado en una narración cohesiva que enganche todavía. Los conceptos están ahí, pero la dirección aún no está clara. Esta temporada todavía necesita tiempo para estar a punto, por lo que lo mejor es darle al nuevo showrunner y la nueva dirección el tiempo que necesita en este momento".

### Recepción del público
En Estados Unidos, The Eye fue visto por 2.96 millones de espectadores, recibiendo 0.8 millones de espectadores entre los 18 y 49 años, de acuerdo con Nielsen Media Research.